# باشگاه فوتبال پاس بوشهر
مؤسسه فرهنگی ورزشی پاس بوشهر یک تیم فوتبال ایرانی از شهر بوشهر است.

## پیشینه
پاس بوشهر در دهه ۱۳۵۰ تأسیس شد و در دهه ۱۳۶۰ از فعال‌ترین و قوی‌ترین تیم‌های استان بوشهر بود. پاس سابقه ۱۲ قهرمانی در جام‌های حذفی و باشگاه‌های بوشهر را دارد. پاس بوشهر در جام قدس ۶۹–۱۳۶۸ به عنوان نامینده بوشهر حضور داشت در گروه ب به رتبه هفتمی بسنده کرد. فعالیت این تیم در سال‌های بعد متوقف شد و در دهه ۱۳۹۰ تلاش‌هایی برای احیای پاس بوشهر شد.